# Croton stellatopilosus
Espèce
Croton stellatopilosus est une espèce de plantes à fleurs du genre Croton et de la famille des Euphorbiaceae présente de la Birmanie jusqu'en Thaïlande.